# Пеффинген
Пеффинген (нем. Peffingen) — община в Германии, в земле Рейнланд-Пфальц.
Входит в состав района Айфель-Битбург-Прюм. Подчиняется управлению Иррель. Население составляет 239 человек (на 31 декабря 2010 года). Занимает площадь 5,80 км².